# هارييت إليزابيث بريسكوت سبوفورد
هارييت إليزابيث بريسكوت سبوفورد (3 أبريل 1835 - 14 أغسطس 1921) كاتبة أمريكية للروايات والقصائد والقصص البوليسية. واحدة من المؤلِفات الأكثر نشرًا على نطاق واسع في الولايات المتحدة، امتدت مسيرتها المهنية لأكثر من ستة عقود وتضمنت العديد من الأنواع الأدبية، مثل القصص القصيرة، والقصائد، والروايات، والنقد الأدبي، والسير الذاتية، والمذكرات. كتبت مقالات عن فن الديكور المنزلي، والسفر، وكذلك أدب الأطفال.

## سيرة مهنية
بعد التخرج في سن السابعة عشرة، حدثت مصيبة عائلية. باعتبارها أكبر أفراد الأسرة، وقعت مسؤولية الدعم المالي بأكملها على عاتقها. أصيب الأب بالشلل، وأصبحت والدتها عاجزة. بعد فترة وجيزة، ظهرت أول قصة منشورة لها، وعندما طلِب منها غيرها، قدمت مئة قصة خلال السنوات الثلاث التالية. لقد حاصرت مكاتب القصة الورقية في بوسطن بالرسومات والروايات. لم تكن المنافسة في ذلك الوقت كبيرة كما أصبحت فيما بعد، ولكنها تطلبت عملًا متواصلًا تقريبًا -الكتابة أحيانًا لمدة خمس عشرة ساعة يوميًا- لتغطية نفقات الأسرة. كان الأجر صغيرًا، وعند تخفيضه من 5 دولارات أمريكية إلى 2.5 دولار أمريكي، رفضت إرسال المزيد. لم تُجمع قصصها عن تلك الأيام أو يُعترف بها مطلقًا.
اكتسبت سمعتها الواسعة بجرة قلم تقريبًا. في عام 1859، أرسلت إلى مجلة ذا أتلانتيك الشهرية قصة بعنوان «في قبو». كان جيمس راسل لويل في ذلك الوقت محررًا لمجلة أتلانتيك ورفض في البداية تصديق أن أي سيدة شابة بإمكانها كتابة مثل هذا الوصف الرائع والمميز للحياة الباريسية البوهيمية، وأصر على أنها يجب أن تكون مترجمة من الفرنسية. بعد أن تأكد من صحتها، لم يكتف بطباعة القصة، بل أرسل أيضًا إلى مؤلفها شيكًا بمبلغ 100 دولار أمريكي مع خطاب مدح. أدت مباركة مجلة أتلانتيك إلى فتح جميع مكاتب المجلات الأمريكية الأخرى أمام كتاباتها، مما سمح لها بأن تصبح مساهمًا مرحبًا به في الدوريات الرئيسية في البلاد، سواء في النثر أو الشعر.
كانت روايتها الأولى، شبح السير روهان، التي نُشرت عام 1859 في بوسطن، عملًا ملفتًا للغاية أظهر موهبتها في الحبكة الماهرة والخاتمة الدرامية المؤثرة، بالإضافة إلى بعض العيوب، على سبيل المثال، فظاظة الفكر والتعبير الواضحة، والتي تغلبت عليها مع اكتسابها للخبرة. راجعت مجلة كريون الفنية، هذا الكتاب بشيء من التفصيل، ونُشر بعدها في مدينة نيويورك.
كانت أعمال سبوفورد اللاحقة هي: آلهة العنبر وقصص أخرى، نُشرت في بوسطن عام 1863، وعازاريم عام 1864، وأساطير نيو إنجلاند، في عام 1871، واللص في الليل عام 1872، وفن الزخرفة المطبقة على الأثاث، نُشر في نيويورك عام 1881، وماركيز كاراباس، بوسطن، 1872، وهيستر ستانلي في سانت مارك، 1883، وسؤال الفتاة الخادمة، 1884، وبالاد عن المؤلفين، 1888. بالإضافة إلى نثر سبوفورد الغزير، كتبت القصائد والبالاد.

## أسلوب وقبول
لم يكن هناك الكثير من القواسم المشتركة بين خيال سبوفورد وما اعتبر ممثلًا لعقل نيو إنجلاند. تميزت رواياتها الرومانسية القوطية عن طريق الأوصاف الفخمة والتعامل غير التقليدي مع الصور النمطية الأنثوية في ذلك الوقت. كانت كتابتها مثالية، ومفعمة بالمشاعر. لقد استمتعت في أوصافها وخيالاتها بالمتع الحسية وبكل أنواع الروعة. كان أسلوبها محتشمًا وكلاسيكيًا. لم تهدف إلى الإثارة، وساد جو من السلام والنقاء في كتاباتها. لقد أظهرت ثراءً غير عادي في اللغة، ولم تبدُ متصنعة أو متكلفة أبدًا.
عندما سألت هيغنسون إميلي ديكنسون عما إذا كانت قد قرأت كتاب «الظرف» لسبوفورد، أجابت ديكنسون: «لقد قرأت رواية الآنسة بريسكوت، لكن أحداثها لاحقتني في الظلام، لذلك تجنبتها».